# Calexico
För musikgruppen, se Calexico (musikgrupp).
Calexico är en stad i Imperial County (och Imperial Valley) i sydöstra Kalifornien, USA. Calexico, som år 2005 hade 32 600 invånare, ligger vid gränsen till Mexiko. På andra sidan gränsen ligger Mexicali. Cirka 60 000 personer passerar gränsen varje dag.